# هيشم حديث كاليفورني
هيشم حديث كاليفورني (الاسم العلمي: Neokochia californica)، نوع نباتات مُزهرة من فُصيلة ريحانية الكافور وفصيلة القطيفية ويعرف هذا النبات باسمه الشائع الرخوة الصدئية. موطنها الأصلي الوديان والصحاري في جنوب شرق كاليفورنيا والأجزاء المجاورة من ولاية نيفادا، حيث تنمو في التربة الجافة والقلوية مثل البحيرات الجافة والأخاديد الجافة. وهي عشبة معمرة أو شجيرة صغيرة تنمو أُحادية أو مترامية الأطراف، سيقان الأفرع يبلغ أقصى ارتفاع لها قرابة 60 سم. السيقان مبطنة بأوراق سمينة وضيقة وطويلة ومسطحة إلى حد ما يصل طولها إلى حوالي سنتيمتر. الأوراق والساق مغطاة بزغب رمادي أو بني. تتكون النورة الزهرية من واحدة أو أكثر من الزهور الصغيرة الشعرية التي تنبت من محاور الأوراق.

## روابط خارجية
- Jepson Manual Treatment
- USDA Plants Profile
- Flora of North America
- Photo gallery